# Krugerrand
Krugerrand este un lingou  monetiform de aur sud-african, fără valoare nominală, căutată de investitori și de colecționari, preferată lingourilor mai grele, pentru lichiditatea sa. A fost emisă pentru prima dată la 3 iulie 1967 pentru a ajuta piața aurului sud-african și este produs de Rafineria Rand (Rand Refinery) și Monetăria Sud-africană (South African Mint). Denumirea monedei este format din două nume: Paul Kruger, fostul președinte al Republicii Sud-africane (reprezentat pe avers), și rand, denumirea monedei naționale sud-africane. Pe partea revers a Krugerrand-ului se află un springbok, animalul național a Africii de Sud.
Până în 1980, Krugerrand a avut o cotă de piață de peste 90% din piața mondială de monede și a fost prima alegere pentru investitorii care cumpărau aur. Cu toate acestea, în anii '70 și '80, Krugerrands a căzut ușor din preferința investitorilor, deoarece unele țări occidentale interziceau importul mondei Krugerrand din cauza asocierii sale cu guvernul apartheid din Africa de Sud.
Deși monedele Krugerrand nu au o valoare nominală, ele sunt considerate un mijloc legal de plată în Africa de Sud pe bază Legii Băncii de Rezervă a Africii de Sud din 1989.
În 2017, Rafineria Rand a început să emite și versiuni de argint, care au același design general ca moneda de aur.

## Originea denumirii piesei
Denumirea piesei provine de la numele omului politic Paul Kruger și de la denumirea monedei naționale sud-africane rand.

## Descriere și caracteristici
Moneda Krugerrand are 32,77 de milimetri în diametru și 2,84 milimetri în grosime. Greutatea reală a Krugerrand este de 1 1⁄11 uncii troy (34 g). Moneda este bătută din aliaj de aur cu titlul de 916,7‰ (adică 22 de carate), astfel încât moneda conține 1 uncie troy de aur fin. Restul de 8,33% din greutatea totală a monedei, adică 1⁄11 ozt (2,828 g), este cupru (un aliaj cunoscut istoric ca coroana de aur, care a fost folosit de mult timp pentru sovereignul britanic, ceea ce conferă monedei Krugerrand un aspect mai portocaliu decât monedele din aur aliate cu argint. Monedele din aliaj al aurului cu cuprul sunt mai dure și mai durabile, astfel încât acestea pot rezista zgârieturilor și îndoiturilor.
Moneda este numită astfel, deoarece aversul, proiectat de Otto Schultz, poartă chipul omului politic bur Paul Kruger, președinte pe patru mandate al vechii Republici Sud-Africane. Acesta a fost o figură emblematică a luptei burilor contra britanicilor. Pe revers, se află gravată (spre dreapta) o gazelă springbok, animalul național a Africii de Sud, și milesimul. Imaginea de gazelei a fost proiectată de Coert Steynberg și a mai fost folosită pe reversul anterioarei monede sud-africane de cinci șileni. În partea de sus a monedei, în arc de cerc, se află inscripția KRUGERRAND, iar în partea de jos cantitatea de aur fin, exprimată în uncii troy (proiectată tot de Coert Steynberg în 1967). Numele „Africa de Sud” și conținutul de aur sunt înscrise atât în limba afrikaans, cât și în engleză (așa cum se poate observa în imaginile monedei).
Din septembrie 1980, lingourilor Krugerrand sunt și în trei module mai mici care conțin 1⁄2 ozt (15,55 g), 1⁄4 ozt (7,78 g) și 1⁄10 ozt (3,11 g) de aur. Este normal ca prima pieselor mai mici să fie mai ridicată decât a acelora de o uncie troy.
Denumirea „Krugerrand” este o marcă înregistrată deținută de compania Rand Refinery Limited (Rafineria Rand) din Germiston.
| Mărimea (uncie) | Masa în grame | Conținutul în aur în grame    | Titlul | Diametrul în mm | Grosimea în mm | Finețea      | Anul primei emisiuni |
| --------------- | ------------- | ----------------------------- | ------ | --------------- | -------------- | ------------ | -------------------- |
| 1/1             | 33,930        | 31,103 (1 uncie troy / 1 ozt) | 917‰   | 32,61-32,67     | 2,74-2,84      | 22 de carate | 1967                 |
| 1/2             | 16,965        | 15,552 (1/2 ozt)              | 917‰   | 26,93-27,07     | 2,12-2,21      | 22 de carate | 1980                 |
| 1/4             | 8,482         | 7,776 (1/4 ozt)               | 917‰   | 21,94-22,06     | 1,79-1,89      | 22 de carate | 1980                 |
| 1/10            | 3,393         | 3,110 (1/10 ozt)              | 917‰   | 16,45-16,55     | 1,25-1,35      | 22 de carate | 1980                 |